# Gintoki Sakata
Gintoki Sakata (坂田 銀時 Sakata Gintoki?) es el personaje protagonista del manga Gintama, escrita e ilustrada por Hideaki Sorachi. El autor se inspiró en crearlo luego de decidir que la serie se titularía «Gintama», habiendo optado así por concebir al «samurái de plata» que le sugería su editor.
Tanto en el manga como en el anime, Gintoki era un rebelde samurái residente de una versión ficticia de Japón en la década de 1860. Una vez que Edo —nombre que recibía la ciudad de Tokio— fue conquistada por unos extraños seres alienígenas llamados «Amanto», Gintoki luchó contra los invasores hasta que se dio cuenta de que «no tenía motivo» para hacerlo, por lo que en su lugar eligió trabajar de forma independiente junto con sus amigos Shinpachi Shimura y Kagura, para poder pagar la renta mensual.
En la adaptación japonesa del anime su seiyū es Tomokazu Sugita, mientras que en la versión de acción real, su intérprete es Shun Oguri.
Al ser el protagonista, Gintoki aparece en todos los videojuegos y animaciones originales de la serie, así como en otros medios relacionados con la franquicia, incluyendo la película estrenada en abril de 2010. Además, numerosas publicaciones de anime y manga que han proporcionado elogios y críticas sobre el personaje. Algunos revisores lo consideran una de las principales fuentes de comedia en la serie. Mientras que otros opinan que es un «héroe tradicional de un manga del género shōnen».
Varios accesorios se han lanzado a la venta en semejanza a Gintoki, incluyendo figuras de acción, peluches de felpa y accesorios para teléfonos móviles.

## Creación y concepción

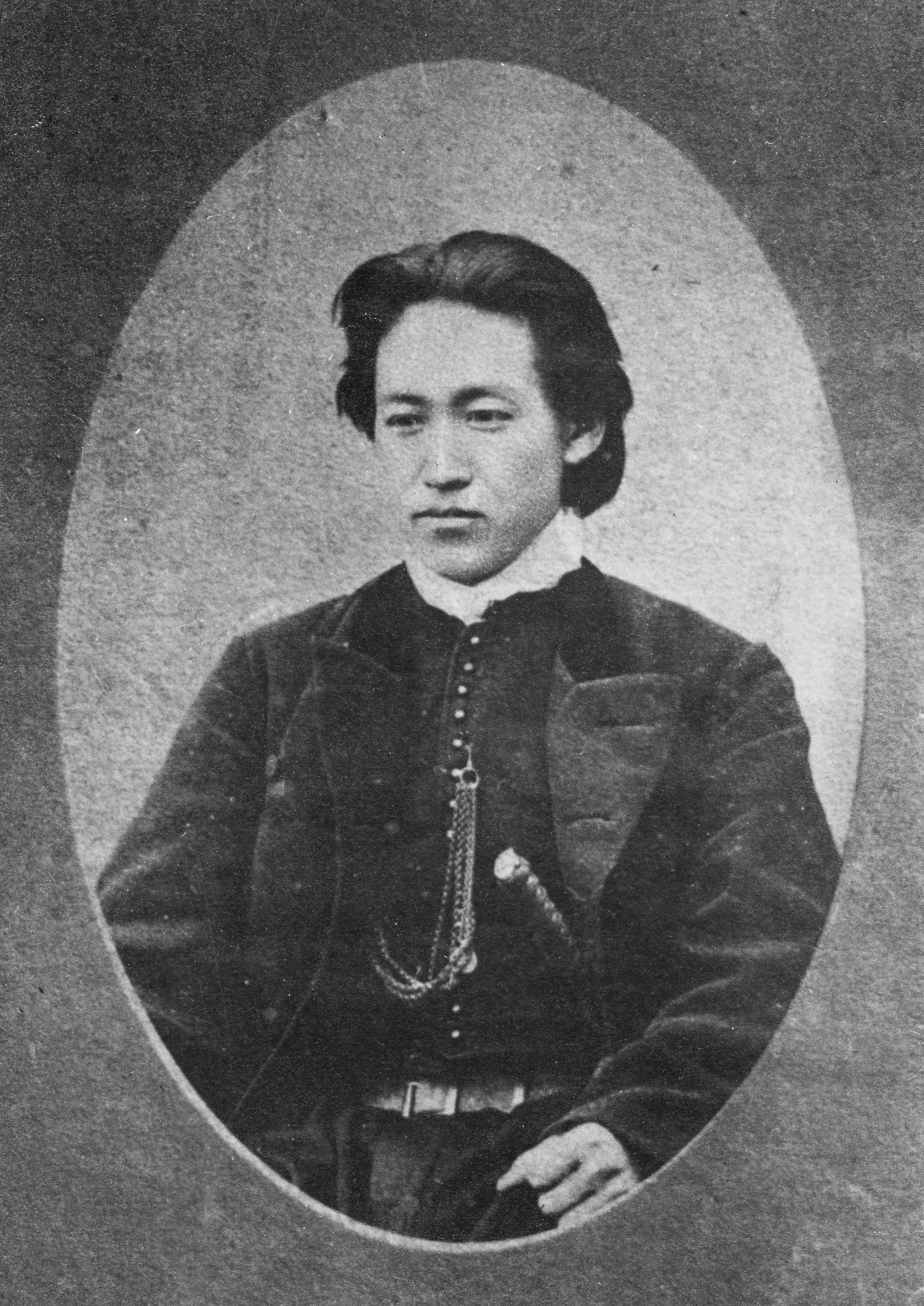
Toshizo Hijikata, uno de los líderes del Shinsengumi. Retrato tomado en Hakodate.

Mientras Sorachi pensaba en qué nombre ponerle al manga, su editor le sugirió crear a un «samurái de plata». Cuando Sorachi optó por crear su primera serie, su idea principal era basarse en una novela sobre los Shinsengumi (新選組?). Como resultado, uno de los personajes que decidió crear fue un hombre de cabello plateado que iba a ser su representación de Hijikata Toshizō y añadió que sería el «héroe de esta serie». Mientras que a Sorachi le había encantado el diseño que creó de su Hijikata de cabello de plata, no tenía idea de cuál sería su rol en la historia, además del de un «héroe». Más tarde, decidió que sería «su propio personaje», mientras que se inspiraría en los Shinsengumi para agregarle comedia a la trama. Inicialmente, el nombre del personaje era «Gin-san»; no obstante, fue cambiado a «Gintoki Sakata», ya que se basó en el nombre de Sakata Kintoki, aunque añadió que no tenía intención de emparentarlo con Sakata.

## Personalidad
Antiguamente, Gintoki era un samurái residente de Edo. Más tarde, pasa a vivir con Kagura y Shinpachi, con quienes además trabaja para, según sus propias palabras, «hacer del mundo un lugar mejor» y para poder pagar el alquiler de donde viven. Posee un cabello rizado natural de color plata, al cual a menudo culpa de ser la fuente de algunas de sus desgracias. Está enamorado de la chica del tiempo de la televisión, Ana Ketsuno. Aunque varias otras chicas han tenido interés por Gintoki, éste no muestra ninguna reacción. Guarda una obsesión por los dulces, sin embargo, su médico le había advertido que controlara el consumo de azúcar. También demuestra estar obsesionado con leer la revista de manga Shūkan Shōnen Jump. Esta obsesión por la revista lo hace soñar con tener habilidades sobrenaturales de otras series. A pesar de su comportamiento, Gintoki siente un gran orgullo por el viejo código bushidō.

## Historia
Los Amanto habían llegado a la Tierra y empezaron a conquistar Japón cuando Gintoki era apenas un niño. Poco se sabe de su maestro, pero Gintoki tiene un gran respeto hacia él. En su infancia entrenaba con Kotaro Katsura y Shinsuke Takasugi, quienes más tarde pasaron a formar un equipo llamado «Joi». Posteriormente, cuando crece, comienza a notar la forma en que su país y el mundo estaban cambiando debido a la invasión y la continua infiltración de los Amanto. Como samurái, continuó la lucha contra los extraterrestres con ayuda su equipo, Joi, y se llamó a sí mismo un «Dios de la guerra», pero los demás lo llamaban «Demonio blanco».
Sin embargo, Gintoki finalmente renunció a la lucha, cansado del derramamiento de sangre a fin de proteger a las demás personas. Poco después, las espadas fueron prohibidas por los invasores. Si bien otros se habían convertido en terroristas para  seguir combatiendo a los alienígenas, Gintoki eligió trabajar de forma independiente con el fin de poder pagar el alquiler de su vivienda. Más tarde lo comparte con sus nuevos amigos, Shinpachi y Kagura, grupo que se hace llamar «Yorozuya Gin-chan» (万事屋銀ちゃん?).

## Armas y habilidades

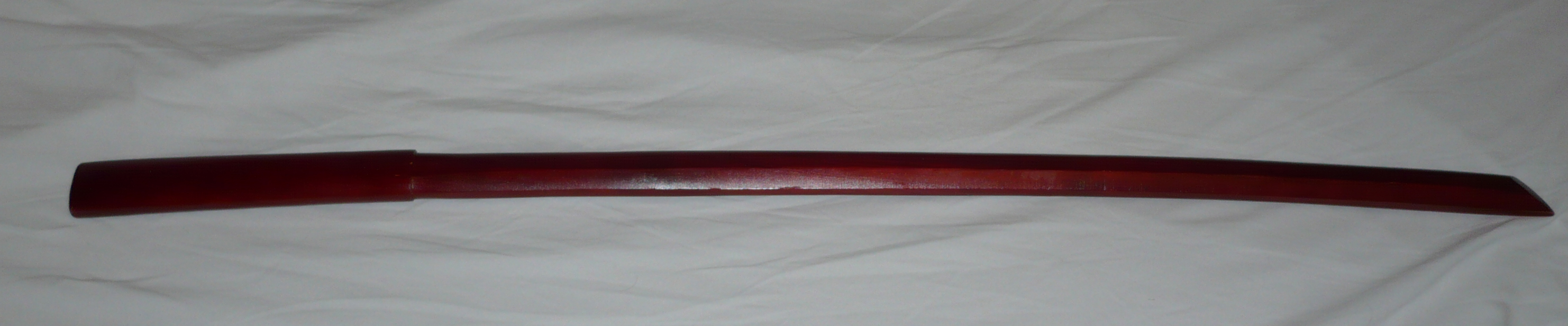
Imagen de un bokuto.

Gintoki fue entrenado para ser un samurái, siguiendo el código bushidō (武士道?  lit. «el camino del guerrero»). Durante la guerra contra los Amanto, Gintoki era conocido como el «Demonio blanco» (白夜叉 Shiroyasha?), debido a su cabello de color plata y la capa blanca que utilizó en dicha batalla, además de sus impresionantes habilidades como espadachín.
Su principal arma es un bokuto con el nombre «Lago Tōya» inscrito en él, ya que afirma que lo compró en el lago Tōya. El sable fue creado a partir de un árbol de unos diez mil años, el cual procedía de otro planeta. No obstante, cada vez que se rompe un bokuto, lo sustituye con la compra de uno a través de un programa de televisión, pidiéndoles que le inscriban «Lago Tōya» antes de entregarlo. En la mayoría de ocasiones hace uso de este sable, que puede cortar objetos tan fuertes como un cañón de metal. Sin embargo, Gintoki utiliza otras espadas cuando lo necesita en los combates. En las batallas, demuestra tener una fuerza inusual, siendo capaz de luchar contra poderosos guerreros Amanto.

## Apariciones en otros medios
Además del manga y anime, Gintoki ha hecho varias apariciones en otros medios relacionados con la franquicia. Como protagonista, aparece en las dos animaciones originales. Sale también en la primera película de la serie, Gintama: Shinyaku Benizakura-Hen, donde junto con Shinpachi y Kagura emprende la búsqueda de Kotaro Katsura, quien ha sido atacado por un miembro del ejército Kiheitai. Asimismo, aparece en la novela ligera de cinco volúmenes 3-Nen Z-Gumi Ginpachi-sensei, la cual es un spin-off de la obra, en la que Gintoki es el maestro de escuela de todos los otros personajes de la obra.
Gintoki es un personaje con el que se puede jugar en todos los videojuegos de la franquicia, así como también aparece en videojuegos donde lucha contra varios personajes de otros manga y anime; estos juegos incluyen a Jump Super Stars , Jump Ultimate Stars y J-Stars Victory Vs.

## Recepción
En encuestas sobre la popularidad de los personajes realizadas por Shūkan Shōnen Jump, Gintoki continúa siendo el más popular de la serie. Asimismo, varios accesorios se han lanzado a la venta en semejanza a éste, incluyendo figuras de acción, peluches de felpa y accesorios para teléfonos móviles.
Varias publicaciones de manga, anime, videojuegos y otros medios relacionados han proporcionado elogios y críticas sobre el mismo. Al revisar el quinto volumen del manga, Carlo Santos, de Anime News Network, comentó que Gintoki es una de las principales fuentes de comedia en la serie, observando la forma en que habla, así como sus acciones a través de los capítulos. En los capítulos donde Gintoki sufre de amnesia, Santos señaló que su personalidad es diferente, lo que lo hace «menos divertido». Deb Aoki, de About.com, señaló que su actitud despreocupada y su deseo de proteger a las personas son iguales a las de un «héroe tradicional del manga de género shōnen». Sin embargo, Michael Aronson, de Mangalife, criticó sus expresiones en los primeros volúmenes de la obra, al considerar que no pensaba lo suficiente sus diálogos. Añadió que algunas de sus peleas no ayudaban a aumentar la popularidad de la serie.